# Винни Пол
Винни Пол (англ. Vinnie Paul, настоящее имя Винсент Пол Эбботт, англ. Vincent Paul Abbott; 11 марта 1964, Даллас, Техас, США — 22 июня 2018, Лас-Вегас, Невада, США) — американский рок-музыкант, барабанщик и продюсер.
Наиболее известен как барабанщик метал-группы Pantera, которую основал в 1981 году вместе со своим младшим братом Даймбэгом Дарреллом. Группа долгое время была известна лишь на местном уровне среди посетителей небольших музыкальных баров, однако, с внесением коррективов в имидж и музыкальный стиль, заключила контракт с Atco Records и впоследствии стала одной из наиболее успешных в жанре. Выпустив 5 официальных студийных альбомов, группа взяла творческий отпуск осенью 2001 года, однако так и не смогла вернуться к студийной или же концертной деятельности. В 2003 году братья Эбботт объявили о распаде Pantera, попутно анонсировав свой новый проект Damageplan, который, однако, был вынужден прекратить свою деятельность уже в 2004 году после убийства Даймбега Даррелла прямо на сцене во время одного из концертов тура в поддержку дебютного альбома. В 2006 году Винни Пол решил продолжить музыкальную деятельность, став одним из основателей группы Hellyeah, участником которой он продолжал являться вплоть до своей смерти в 2018 году.
22 июня 2018 года Винни Пол был найден мёртвым в своём доме в Лас-Вегасе. Информация об этом была опубликована на официальной странице группы Pantera в социальной сети Facebook. По предварительным данным, смерть наступила во сне.

## Дискография

### Pantera
- Metal Magic (1983)
- Projects in the Jungle (1984)
- I Am the Night (1985)
- Power Metal (1988)
- Cowboys from Hell (1990)
- Vulgar Display of Power (1992)
- Far Beyond Driven (1994)
- The Great Southern Trendkill (1996)
- Official Live: 101 Proof (1997)
- Reinventing the Steel (2000)

### Damageplan
- New Found Power (2004)

### Rebel Meets Rebel
- Rebel Meets Rebel (2006)

### Hellyeah
- Hellyeah (2007)
- Stampede (2010)
- Band of Brothers (2012)
- Blood for Blood (2014)
- Unden!able (2016)